# Loricariichthys anus
Loricariichthys anus és una espècie de peix de la família dels loricàrids i de l'ordre dels siluriformes.

## Morfologia
Els mascles poden assolir els 46 cm de llargària total.

## Distribució geogràfica
Es troba a Sud-amèrica: rius costaners del sud del Brasil i conques dels rius Uruguai i Paranà.